# The Good Life
The Good Life ist eine US-amerikanische Indie-Rock-Band aus Omaha, Nebraska und wurde von Tim Kasher, Sänger und Gitarrist von Cursive gegründet. Der Name der vierköpfigen Band aus Omaha stammt von einem Straßenschild des Staates Nebraska und gilt als Slogan des Staates.

## Geschichte
Tim Kasher plante The Good Life zunächst als Soloprojekt, um Songmaterial zu verarbeiten, das für seinen anderen Musikprojekte nicht geeignet erschien. Für dieses Vorhaben konnte er Roger Lewis, Landon Hedges und Mike Heim als Studiomusiker gewinnen und brachte 2000 beim Label Better Looking Records aus San Diego das Debütalbum Novena on a Nocturn an. Mike Heim am Keyboard wurde 2001 kurzfristig durch Jiha Lee ersetzt. Danach widmete sich Kasher wieder seinem Bandprojekt Cursive und ließ die Arbeit an seinem Projekt The Good Life ruhen.
2002 formierte sich schließlich eine eigene Band, die ergänzt um Ryan Fox im selben Jahr beim Label Saddle Creek das Album Black Out veröffentlichte. Nach den Aufnahmen stieg Landon Hedges aus, für den Ted Stevens einsprang. Mit Stefanie Drootin konnte die Band schließlich einen dauerhaften Ersatz finden. Im Mai 2004 erschien die EP Lovers Need Lawyers und im August 2004 das dritte Album Album of the Year, das als das bislang beste Songmaterial der Formation gilt. Am 11. September 2007 wurde das vierte Album Help Wanted Nights in den USA veröffentlicht. In Deutschland ist es am 5. Oktober 2007 über Indigo erschienen. 2008 brachte die Band Tokyo Police Club das Album Elephant Shell heraus, auf dem auch ein Remix des Good-Life-Titels Listen To The Math enthalten ist.

## Diskografie

### Alben
- 2000: Novena on a Nocturn (Better Looking)
- 2002: Black Out (Saddle Creek)
- 2004: Album of the Year (Saddle Creek)
- 2007: Help Wanted Nights (Saddle Creek)
- 2015: Everybody's Coming Down (Saddle Creek)

### EPs
- 2004: Lovers Need Lawyers (Saddle Creek)

### Singles
- 2007: Heartbroke (Saddle Creek)

### Kollaborationen
- 2002: Days of the Week – Devil in the Woods 52 (Devil in the Woods)
- 2008: Listen to the Math – Elephant Shell (Memphis Industries)

### Kompilationsbeiträge
- 2000: Tell Shipwreck I'm SorryTell Shipwreck I'm Sorry – Holiday Matinee No. 2 (Better Looking)
- 2002: I Am an Island/Off the Beaten Path – NE vs. NC (Redemption Recording)
- 2003: I Am an Island/Aftercrash – Saddle Creek 50 (Saddle Creek)
- 2003: Haunted Homecoming – Amos House Collection (Wishing Tree)
- 2004: Grandma's Gone – Comes With a Smile No. 12 (Comes With a Smile)
- 2005: New Year's Retribution – Lagniappe: A Saddle Creek Benefit for Hurricane Katrina (Saddle Creek)
- 2006: A New Friend – Happy Hollow Saddle Creek Label Sampler (Saddle Creek)
- 2007: Heartbroke – All Areas Volume 86 (Visions Magazine)
- 2007: Heartbroke – The Cornerstone Player 074 (Cornerstone Promotion)